# Ova dal Fuorn
Die Ova dal Fuorn ([ˌovɐdɐlˈfʊə̯rn]ⓘ, rätoromanisch im Idiom Vallader für «Ofenbach») ist ein rund 14 Kilometer langer Gebirgsbach in der Gemeinde Zernez in Graubünden in der Schweiz. 

## Geografie
Die Ova dal Fuorn fliesst auf dem Gebiet des Schweizerischen Nationalparks, trennt die Ortler- von der Sesvennagruppe und mündet zwischen den Stauseen Lago di Livigno und Lai dad Ova Spin in den Spöl.
Ihrem Lauf folgt die Hauptstrasse 28, die von Westen zum Ofenpass ansteigt. Am Punt la Drossa zweigt der Munt-la-Schera-Tunnel südlich nach Livigno ab.